# 埃夸夫尔
埃夸夫尔（法語：Écoivres，法語發音：[ekwavʁ]）是法国上法蘭西大區加来海峡省的一个市镇，属于阿拉斯区。

## 地理
埃夸夫尔（50°19'24"N, 2°17'16"E）面积2.22 平方千米，位于法国上法蘭西大區加来海峡省，该省份为法国北部沿海省份，西北濒北海，南至索姆省，东临北部省。
与埃夸夫尔接壤的市镇（或旧市镇、城区）包括：欧特克洛克、楠克-欧特科特、弗莱尔、弗拉姆库尔。
埃夸夫尔的时区为UTC+01:00、UTC+02:00（夏令时）。

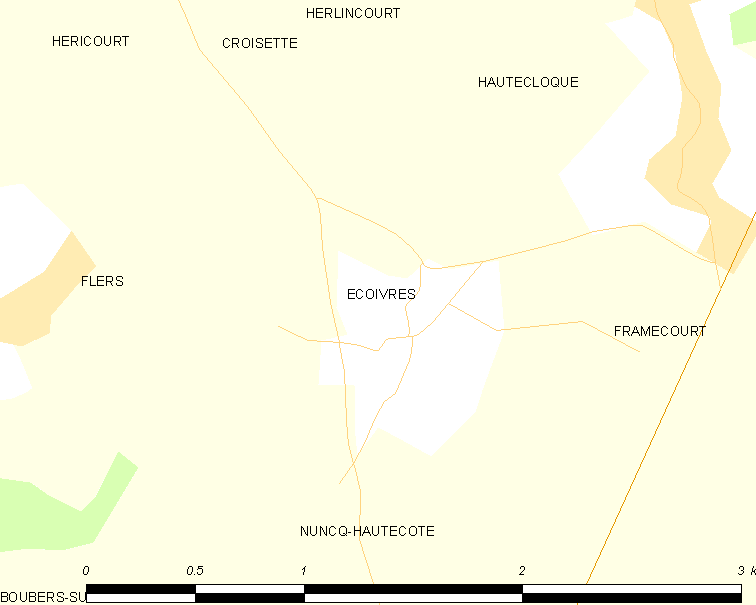
埃夸夫尔的OSM定位图

## 行政
埃夸夫尔的邮政编码为62270，INSEE市镇编码为62283。

## 政治
埃夸夫尔所属的省级选区为泰努瓦斯河畔圣波勒县。

## 人口

1962-2008年间埃夸夫尔人口变化图示

埃夸夫尔于2022年1月1日时的人口数量为126人。